# Stigmatula francevilleana
Stigmatula francevilleana är en svampart som först beskrevs av Narcisse Theophile Patouillard, och fick sitt nu gällande namn av Syd. & P. Syd. 1901. Stigmatula francevilleana ingår i släktet Stigmatula och familjen Phyllachoraceae.   Inga underarter finns listade i Catalogue of Life.